# Astragalus pectinatus
Astragalus pectinatus är en ärtväxtart som först beskrevs av William Jackson Hooker, och fick sitt nu gällande namn av George Don jr. Astragalus pectinatus ingår i släktet vedlar, och familjen ärtväxter. Inga underarter finns listade i Catalogue of Life.